# أيموجين ستوبس
أيموجين ستوبس بالإنجليزية: Imogen Stubbs)‏ هي كاتبة مسرحية وكاتِبة وممثلة بريطانية، ولدت في 20 فبراير 1961 في المملكة المتحدة.

## أعمال

### أفلام
- (1995) العقل والعاطفة[8]

## وصلات خارجية
- أيموجين ستوبس على موقع IMDb (الإنجليزية)
- أيموجين ستوبس على موقع ألو سيني (الفرنسية)
- أيموجين ستوبس على موقع ميوزك برينز (الإنجليزية)
- أيموجين ستوبس على موقع أول موفي (الإنجليزية)
- أيموجين ستوبس على موقع قاعدة بيانات الأفلام السويدية (السويدية)
- أيموجين ستوبس على موقع إن إن دي بي (الإنجليزية)
- أيموجين ستوبس على موقع ديسكوغز (الإنجليزية)
- أيموجين ستوبس على موقع قاعدة بيانات الفيلم (الإنجليزية)
- أيموجين ستوبس على موقع كينوبويسك (الروسية)